# Мейдингер, Карл фон
Барон Карл фон Мейдингер (Майдингер) (нем. Karl von Meidinger; 1750—1820) — австрийский учёный-минералог, почётный член российской Императорской академии наук и художеств (1794).

## Биография
Родился 1 мая 1750 года в городе Трир в немецкой аристократической семье. Его отец — барон фон Мейдингер получил хорошее образование в учебных заведениях Лейпцига, Галле, Гёттингена, Эрфурта и Гейдельберга. Был директором монетного двора в Трире и в Вене.
Карл получил домашнее образование, затем окончил школу в Вене. После этого в Горной академии в Шемнице (ныне Банска-Штьявница, Словакия) изучал химию и металлургию под руководством Н. Жакена; слушал лекции Д. Скополи по естественной истории, химии и металлургии. Одновременно путешествовал по Европе, посетил много стран, где делал зарисовки интересных объектов. 
По завершении обучения стал секретарем в Управлении сводом законов по земельному праву в Нижней Австрии. Знал много языков, писал, переводил и издавал книги. В 1770—1781 годах перевел с латинского языка и издал в Вене некоторые труды Скополи. В начале 1790-х годов Мейдингер обратился к трудам итальянского естествоиспытателя А. Вольта и тоже перевёл некоторые из них на немецкий язык. Также Карл Мейдингер проводил собственные исследования, результаты которых изложил в ряде публикаций. Признанием его научных достижений стало избрание членом Общества друзей естествознания в Берлине. 
В 1785 году Мейдингер посвятил Обществу друзей естествознания свой труд «Versuch einer naturgema¨ßen Eintheilung des Mineralreichs fu¨r Anfa¨nger» («Попытка естественной классификации минерального царства для начинающих»), который стал введением в систематическую минералогию, обобщив работы ряда учёных-минералогов. В 1785—1794 годах он опубликовал пятитомное монографическое исследование о рыбах Австрии «Icones piscium Austriae indigenorum, quos collegit vivisque coloribus expressos…», ставшее значительным событием в ихтиологии. Издание было снабжено изображениями рыб, выполненными самим Мейдингером.
28 июля 1794 года по рекомендации Е. Р. Дашковой Карл фон Мейдингер был избран почетным членом российской Императорской академии наук и художеств. В Россию он отослал посылки со своими статьями и книгами, включая пять томов своей монографии о рыбах Австрии.
В последние два года своей жизни учёный тяжело болел и умер 1 августа 1820 года в Вене.